# Museo marítimo de las Bermudas
El Museo marítimo de las Bermudas (en inglés: Bermuda Maritime Museum) Es el museo más grande de las Bermudas que permite explorar la historia de las islas Bermudas. El museo marítimo se encuentra dentro de los terrenos de la fortaleza de el antiguo astillero naval real en la parroquia de Sandy en la isla Irlanda (Bermudas) en el extremo oeste del archipiélago. El museo además publica una serie de libros relacionados con la historia de las Bermudas.